# Hootagalli
Hootagalli hay Hutagalli là một thị trấn thống kê (Census Town) nằm ở đô thị Mysore, thuộc huyện Mysore, bang Karnataka, Ấn Độ.